# Chanceaux-près-Loches
Chanceaux-près-Loches település Franciaországban, Indre-et-Loire megyében. Lakosainak száma 113 fő (2022. január 1.). Chanceaux-près-Loches Chambourg-sur-Indre, Dolus-le-Sec, Loches és Mouzay községekkel határos.

## Népesség
A település népességének változása:
| Lakosok száma | 163  | 155  | 154  | 153  | 143  | 136  | 129  | 119  | 117  | 113  |
|               | 1968 | 1982 | 1990 | 2006 | 2013 | 2015 | 2017 | 2019 | 2020 | 2022 |